# Izoxazol
Izoxazolul este un compus heterociclic din clasa azolilor, care conține un atom de oxigen în heterociclu, legat direct de atomul de azot. Izoxazolii sunt compușii derivați de la izoxazol.

## Utilizare
Nucleele de izoxazol sunt întâlnite în unii produși naturali, precum în acidul ibotenic. De asemenea, se găsesc în structura unor medicamente, precum în valdecoxib (un inhibitor al ciclooxigenazei 2, COX-2) sau un unele antibiotice beta-lactamice, precum în cloxacilină, dicloxacilină și flucloxacilină.